# Momčilo Otašević
Momčilo Otašević (Cetinje, 20. veljače 1990.) je crnogorski i hrvatski kazališni i televizijski glumac.

## Životopis
Rođen je 20. veljače 1990. u Cetinju, gdje je završio osnovnu i srednju školu, kao i Fakultet dramskih umjetnosti. U Hrvatskoj je stekao veliku popularnost zahvaljujući raznim ulogama u televizijskim serijama, posebno u ulozi Damira Gavrana u Kud puklo da puklo.
Član je Crnogorskog narodnog kazališta te je radio predstave Narodnog kazališta u Beogradu.

## Privatni život
Od 2018. do 2023. bio je u braku s hrvatskom glumicom Jelenom Perčin, s kojom ima kćer i sina.

## Filmografija

### Televizijske uloge
| Godina        | Naslov                 | Uloga                     | Bilješke        |
| ------------- | ---------------------- | ------------------------- | --------------- |
| 2012. – 2015. | Budva na pjeni od mora | Luka Radmilović           | glavna uloga    |
| 2013.         | Ravna Gora             | Narednik #1               | gostujuća uloga |
| 2013. – 2014. | Zora dubrovačka        | Filip Marković            | sporedna uloga  |
| 2014. – 2016. | Kud puklo da puklo     | Damir Gavran              | glavna uloga    |
| 2016.         | Dojč Caffe             | Mađo Monteno              | gostujuća uloga |
| 2017. – 2018. | Čista ljubav           | Ranko Novak               | antagonist      |
| 2018.         | Komšije                | Nik                       | gostujuća uloga |
| 2018. – 2019. | Na granici             | Krešo Butigan             | ko-protagonist  |
| 2019. – 2020. | Drugo ime ljubavi      | Saša Krpan                | glavna uloga    |
| 2021.         | Dar mar                | Nino Zečić                | gostujuća uloga |
| 2022. – danas | Kumovi                 | Janko Gotovac             | glavna uloga    |
| 2024. – danas | U dobru i zlu          | Zvonimir Crnogorac "Crni" | antagonist      |

### Filmske uloge
| Godina | Naslov                            | Uloga                    | Bilješke          |
| ------ | --------------------------------- | ------------------------ | ----------------- |
| 2010.  | Malo para, puno želja             | Batko                    | Televizijski film |
| 2011.  | Mali ljubavni bog                 | Otac                     |                   |
| 2012.  | As pik - Loša sudbina             |                          |                   |
| 2012.  | Led                               | Milivoje                 |                   |
| 2013.  | Jagode                            | Mladić                   |                   |
| 2014.  | Dječaci iz ulice Marksa i Engelsa | Stanko (u mladim danima) |                   |
| 2017.  | Saga o 3 nevina muškarca          | Zoran                    |                   |
| 2020.  | Posle zime                        | Mladen                   |                   |
| 2021.  | Po tamburi                        | Labud                    |                   |

## Vanjski poveznice
- Momčilo Otašević u internetskoj bazi filmova IMDb-u (engl.)